# Serra de Segària

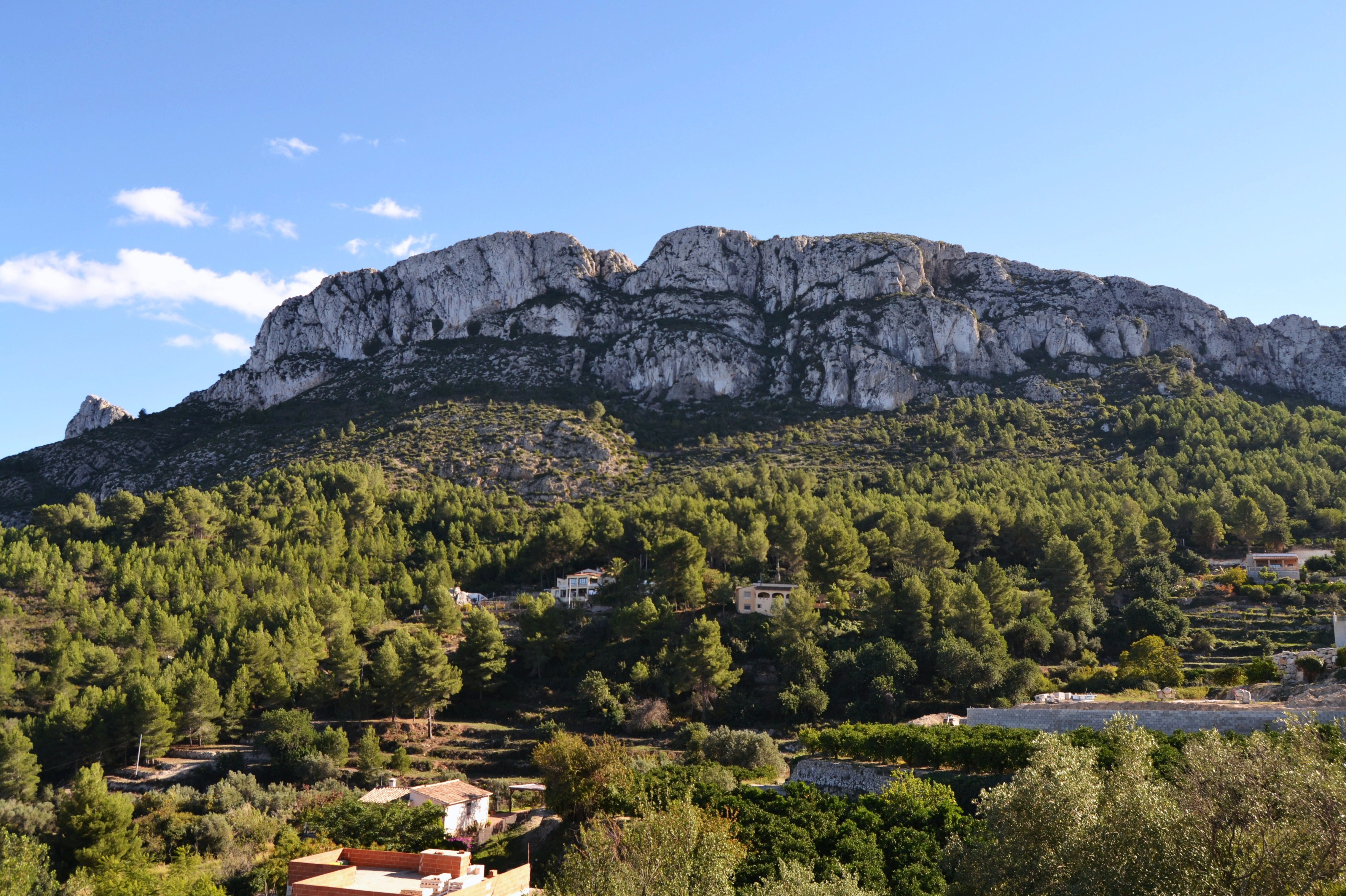
Ombria de la serra de Segària

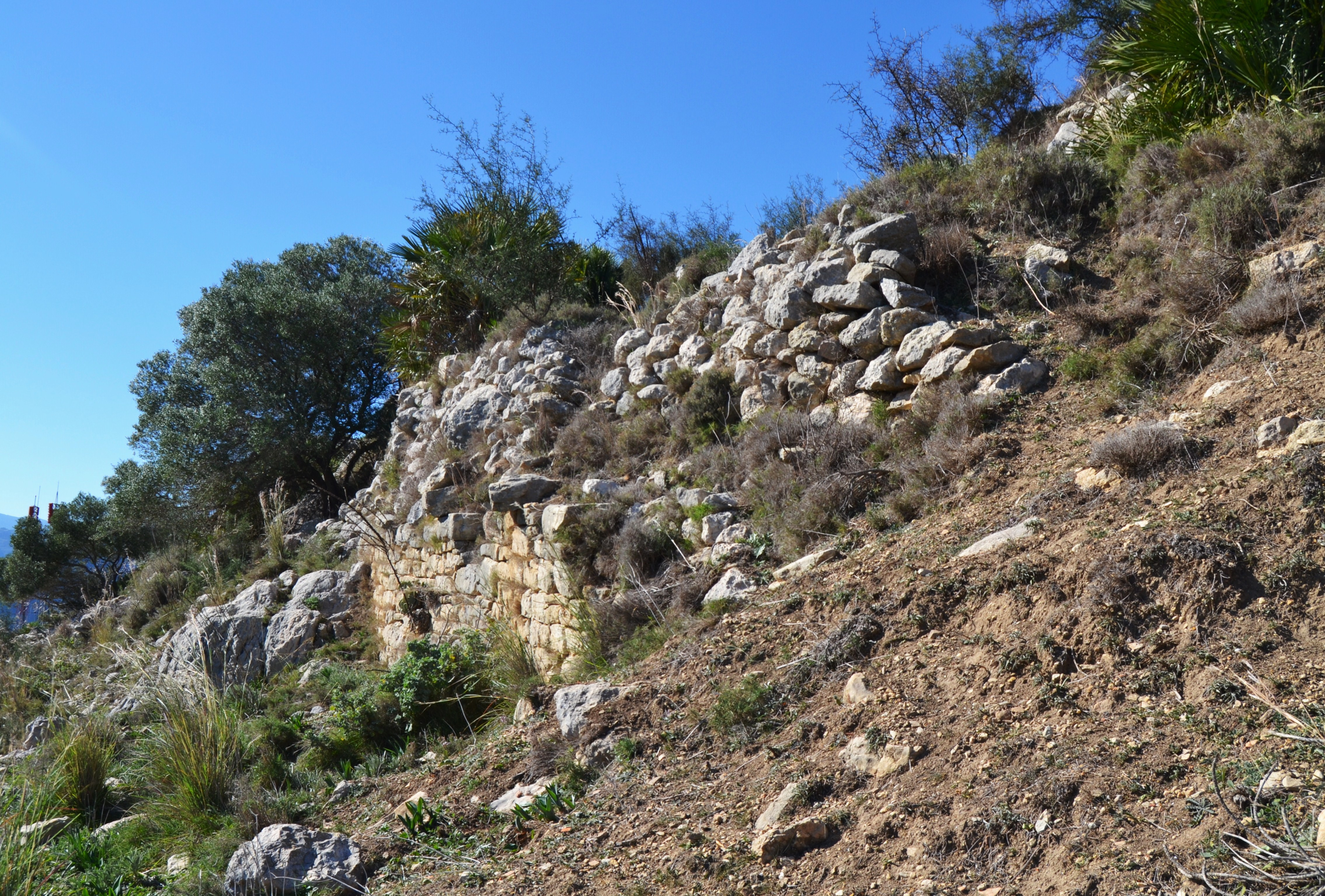
Poblat iber de Segària

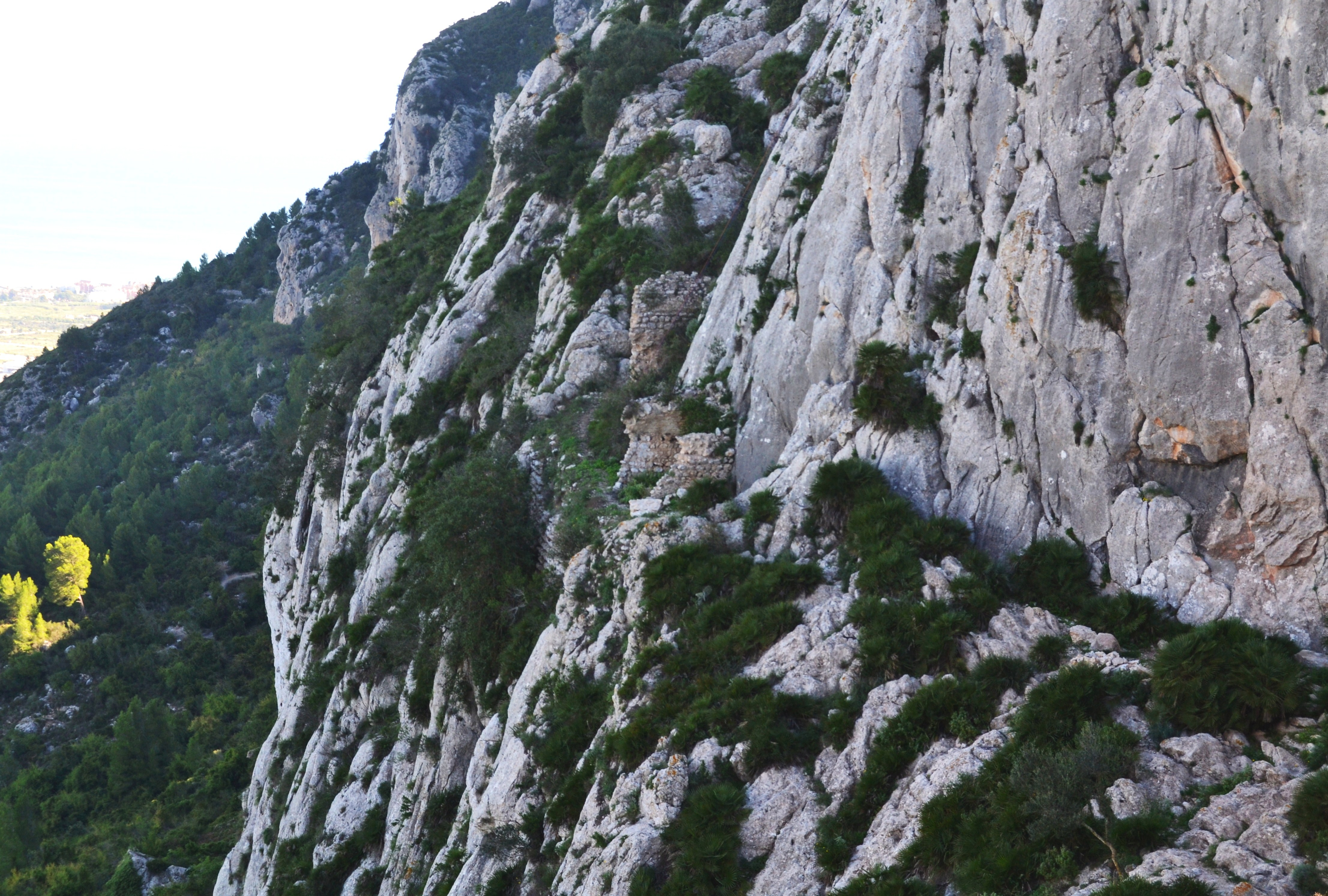
Vista del castell de Segària o de Benimeli

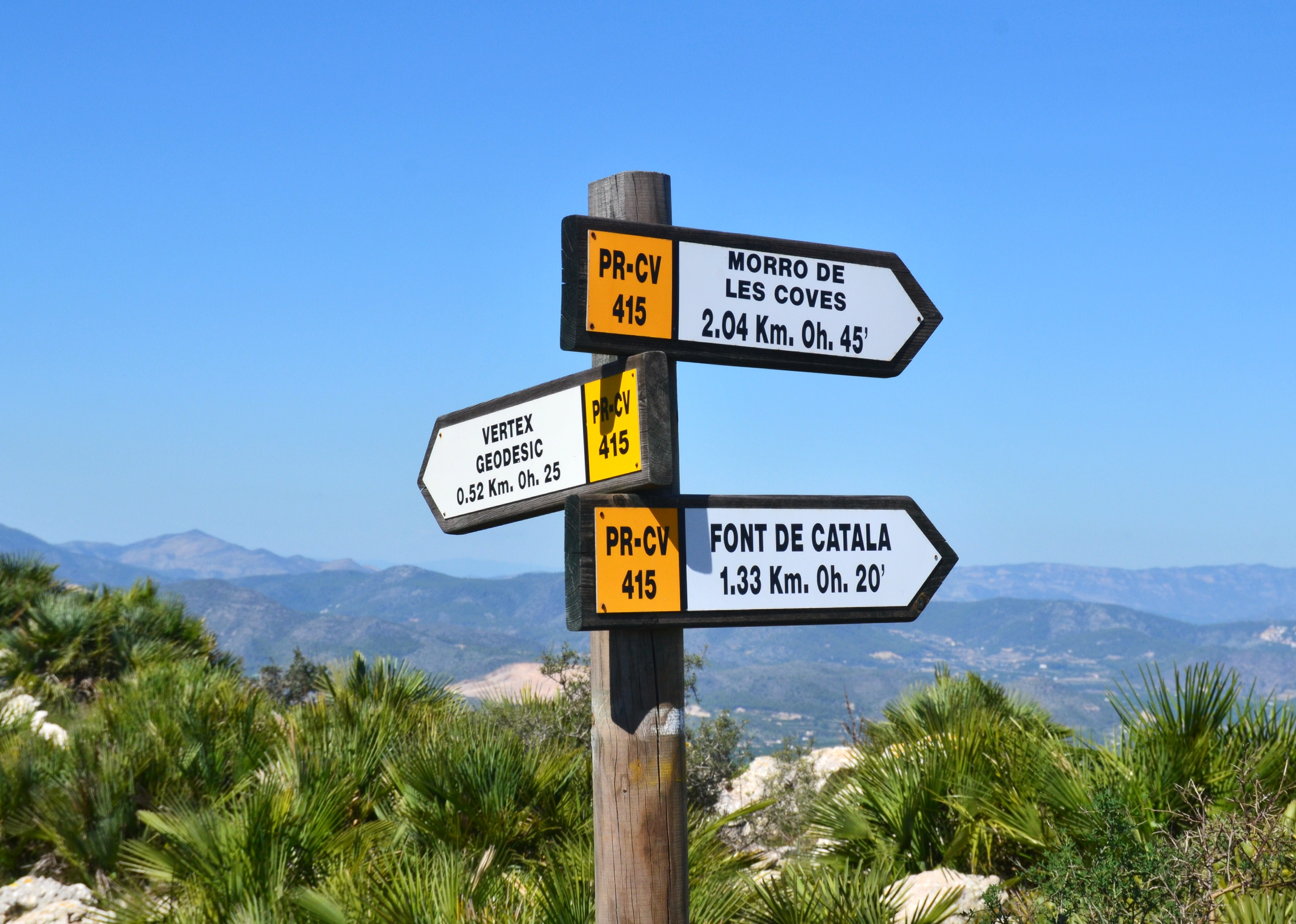
Indicador de rutes a la serra de Segària

La serra de Segària (ocasionalment escrita Segàrria) és la darrera part de les serralades Bètiques abans de desaparéixer a la planúria de la Marina Alta, si bé ressorgix a la mateixa costa, com al massís del Montgó. Administrativament, forma part dels termes de Benimeli, el Verger, Ondara i Beniarbeig.
És un punt de senderisme habitual a la contornada. La recorren dos senders oficials, el PR-CV-415 Serra de la Segària (12,7 km) i l'SL-CV-109 La Segària de Benimeli (6,3 km).
Al vessant nord, hi ha una petita vall creada pel barranc de Portelles que travessa el camí Vell de Pego al Verger, actualment interromput al coll del Bou. Tanca eixa vall una serra menor en paral·lel a la Segària, la serra Negra, més enllà de la qual hi ha la vall i marjal de Pego. Així mateix, tanca pel nord la històrica comarca del marquesat de Dénia. Al sud de la serra es troba la subcomarca i vall de la Rectoria.
Al cim (506 msnm), a l'est del terme de Benimeli, se situen les ruïnes del castell de Segària, que figura el 1257 com a pertanyent als Carròs. A l'est d'eixe mateix terme i entre el coll del barranc de Ramon i el pas de Benimeli, es troba el poblat iber de Segària, situat ben prop de les antenes i punt geodèsic. A la falda sud es troba la cova de Bolumini (terme de Beniarbeig) i l'alberg del Parc Públic de Segària, pertanyent a Ondara.
A l'est, part de la serra ha sigut dinamitada per tal que hi passe l'autopista del Mediterrani. Al nord-est, al terme del Verger, hi ha la torre de la Cremadella (segle xiii), al voltant de la qual s'ha trobat restes d'una població datada de la conquesta catalana que va quedar despoblada en la baixa edat mitjana. A l'oest, comunicat per un port de muntanya entre Sagra i Pego (CV-715), hi ha la serra del Cavall o del Migdia.
Una possible etimologia és la que proposa Coromines basa en l'arrel preromana sagar-di, també present en els topònims Segart i Segarra, amb significat de lloc de pomeres.